# SV Lafnitz
SV Lafnitz is een Oostenrijkse voetbalclub uit Lafnitz in het oosten van de deelstaat Stiermarken. De voetbalvereniging is opgericht in 1964. De geel-blauwen maakten sinds 2008 een enorme opmars door het Oostenrijkse voetbalsysteem en spelen in de 2. Liga.

## Geschiedenis
Vanaf de oprichting van de vereniging speelt het in de lagere klassen van het voetbal in de deelstaat Stiermarken. Maar na de overname in 2009 door Bernhard Loidl en door de sponsorinkomsten van zijn bedrijf Licht Loidl maakte SV Lafnitz veel sportieve successen mee. Binnen enkele jaren kwam men terecht in de Regionalliga op het derde niveau. 

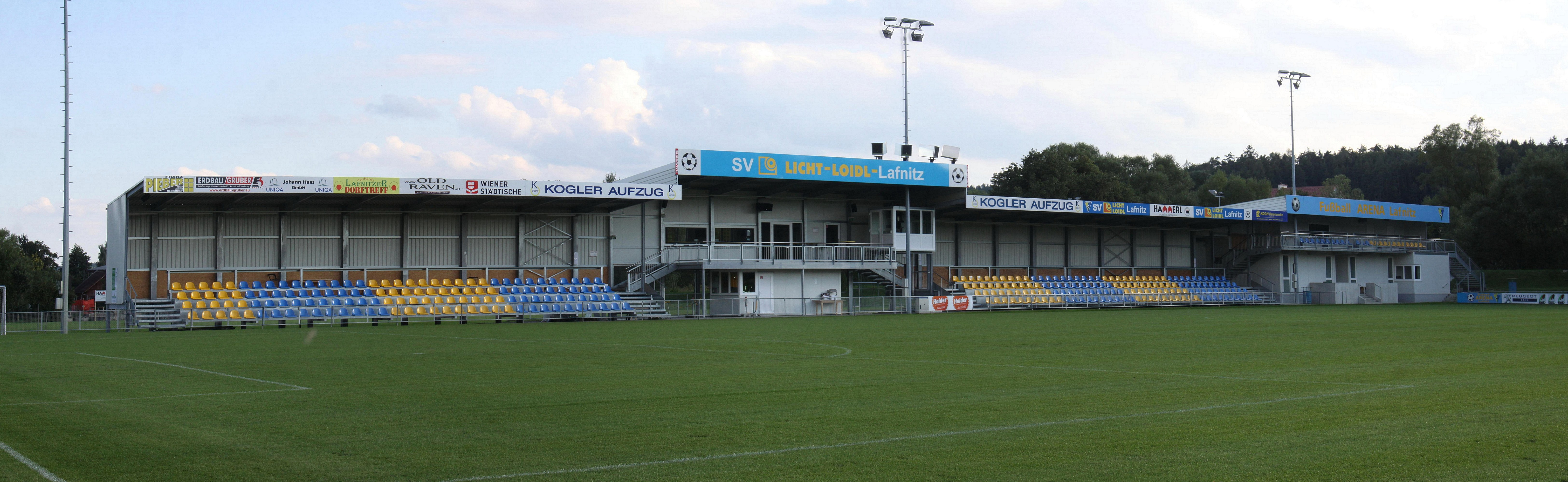
Sportplatz Lafnitz, voor de nieuwbouw in 2018. In de zomer van 2018 worden de tribunes verplaatst en het stadion klaargemaakt voor de 2. Liga, waarna het Fußballarena Lafnitz heet.

Parallel aan de voetbalsuccessen herrees een nieuw, klein stadion in het dorp voor 2.000 toeschouwers, hoewel het dorp Lafnitz zelf maar 1.400 inwoners heeft. De toeschouwersaantallen stegen van ongeveer 800 in de Landesliga naar 1.000 in de Regionalliga. Een deel van de toeschouwers komt uit de naburige deelstaat Burgenland.
Onder leiding van trainer Ferdinand Feldhofer eindigde Lafnitz in de Regionalliga in zijn eerste seizoen zesde, daarna tweede en in het jaar daarop werd het zelfs kampioen, waardoor het in het seizoen 2018/2019 voor het eerst in de geschiedenis zou aantreden in de 2. Liga. SV Lafnitz bemachtigde van de Oostenrijkse voetbalbond ook in eerste instantie de licentie voor het profvoetbal.
In 2022 werd bekend dat sponsor Licht Loidl zich zou terugtrekken, waardoor de club geen mogelijkheden meer zag om een licentie aan te vragen voor het profvoetbal. Van dat besluit kwam men in november van dat jaar terug, aangezien men een samenwerkingsovereenkomst sloot met regiogenoot TSV Hartberg.

## Erelijst
- Unterliga Ost (niveau zes)

2008/2009
- Oberliga Süd (niveau vijf)

2010/2011
- Landesliga Steiermark (niveau vier)

2012/2013
- Regionalliga Mitte (niveau drie)

2015/16, 2017/2018

## Eindklasseringen (grafisch) vanaf 2011
- 2011 1e
n5
- 2012 7e
Landesliga
- 2013 1e
Landesliga
- 2014 3e
Regionalliga
- 2015 5e
Regionalliga
- 2016 6e
Regionalliga
- 2017 2e
Regionalliga
- 2018 1e
Regionalliga
- 2019 14e
2. Liga
- 2020 8e
2. Liga
- 2021 5e
2. Liga
- 2022 4e
2. Liga
- 2023 8e
2. Liga

- 2. Liga
- Regionalliga
- Landesliga
- n5